# Ferrari 550 GTS Maranello
Chronologie des modèles (2001 - 2004)
Ferrari 575 GTC
La Ferrari 550 GTS Maranello est une automobile de compétition développée et fabriquée par Prodrive et Ferrari, pour courir dans la catégorie GT1 de l'Automobile Club de l'Ouest et de la fédération internationale de l'automobile. Elle est dérivée de la Ferrari 550 Maranello, d'où elle tire son nom.

## Aspects techniques
Son moteur développe une puissance maximale d'environ 600 ch à 6 400 tr/min, ainsi qu'un couple maximal de 600 N m atteint à environ 5 000 tr/min.

## Histoire en compétition
La Ferrari entre pour la première fois en compétition, à l'occasion des 500 kilomètres du Hungaroring.
En 2003, l'une des Ferrari 550 GTS Maranello exploitée par Prodrive, remporte la catégorie GTS aux 24 Heures du Mans,.

## Epilogue
Au total, dix châssis furent fabriqués par Prodrive,.